# 半妖

鳥取県境港市・水木しげるロードに設置されている「ねずみ男」のブロンズ像。

半妖（はんよう）とは、妖怪と人間の混血とされる存在。ただし、日本の伝承など民俗学における用語ではなく、もっぱら漫画やアニメ、ライトノベルなどのサブカルチャー媒体に使われており、作品によってもややその扱いにはばらつきが見られる、おおむね亜人の延長的な存在である。
漫画・アニメ作品の『犬夜叉』で作られた造語で、犬夜叉の連載が開始される以前は明確な表現が無かった。『ゲゲゲの鬼太郎』ではねずみ男と猫娘が「半妖怪」と表現されているが、どちらかというと「妖怪でもなく、人間でもなく、中途半端な存在」として描かれている。

## 位置づけ

### 伝承
日本の伝承上で、妖怪と人間の混血という概念を扱ったストーリーは無いではないが、こういった混血を扱う話は乏しく、雪女をはじめ天女や化けキツネなどといった存在と人間の混血児も描かれた昔話もあるが、子供自体はごくごく平凡である場合が多く、特別な能力などが描写されている話は乏しい。夫に正体を見破られた妻が身を隠し、あるいは何らかの都合で人間の世界を去らなければならなくなり、あとには乳飲み子が残されるというものがみられる。
その一方で、有名な話ないし伝説上の人物としては『金太郎』（坂田金時）が知られる。山姥伝説に絡む話では、雷神ないし「赤い龍」が山姥（妖怪というより、単に山中に生活する老婆）に授けたというものが見られる。彼の生い立ちは伝説と逸話がない交ぜとなった曖昧なものではあるが、金太郎はその後に成長して源頼光に坂田公時の名で仕え、武勲を残している。また、『葛の葉』ないし『信太妻』（物語の成立は17世紀頃）では、キツネの化身である女性との間に生まれた子供が後に霊力を持ち、陰陽師として活躍する（安倍晴明）などの話もある。これらは古来より日本では雷神や竜神は神そのものであるし、キツネも神聖視されていたことから半神（神との婚姻ないし混血）の一種だともいえる。

### サブカルチャー
サブカルチャー媒体で扱われる「半妖」の場合では、それら作品のストーリーにも絡み、扱われ方も様々である。
前出の『犬夜叉』の場合では、実際の民族間における混血で社会状況によっても発生しうる差別の問題（→混血）が言及されている。
妖怪とはややニュアンスが異なってくるが、鬼との混血や前出の半神、あるいは日本の妖怪に限らず日本国外の伝説上の存在（亜人から悪魔や魔人・妖魔なども）全般を「妖（あやかし）」と位置付け、これらとの混血を指して半妖と表現する場合もあり、この辺りはかなり曖昧である。

## 日本国外での受容
なお、この半妖という表現だが、日本製のアニメや漫画などサブカルチャー媒体の輸出にも絡み、例えば英語圏では「Hanyō」（ほぼローマ字表記）と表現されており、同様に日本製のアニメや漫画作品に関心の高い地域では同種の言葉が、日本製アニメ漫画関連のファン用語として利用されている模様である。
こちらは妖怪が欧米圏で妖精（fairy）と同一視されており、ニュアンス的にはニンフやエルフないしゴブリンやトロールとの混血といったようなイメージで語られている模様である。また、鬼がデーモン（悪魔や悪霊の類）とも同一視されていることもある。昔話の牧歌的な場合もあれば恐ろしい怪物であったり、逆に荒々しい自然を象徴することもあり、場合によっては祭の対象にもなる鬼一般とは違い、キリスト教的一神教の価値観の中で、いわゆる「鬼神」などの概念に近い部分で扱われるなど、ややニュアンスが限定的な部分もありうる。
日本の妖怪のイメージでは、普段は必ずしも人の姿はしておらず、必要に応じて人間の姿に「化ける（人間に対応するためにその姿を真似る）」という側面が強いが、妖精はどちらかと言えば「人間の姿をしている自然界の力（自然現象の擬人化）」的な部分があり、この辺りはややイメージされるところのずれが含まれるかもしれない。

## 半妖が登場する作品
ここでは半妖が主人公・主要な登場人物として登場するものや、半妖が作品の主題として登場するものを記載する。
半妖の本来の意味は「人間と妖怪の間の子」であり、犬夜叉に登場する半妖を迫害するための差別用語である。
また、「妖怪の力を持った人間（妖怪と人間の間の存在）」として「半妖」という言葉が用いられている作品も存在する。
ゲゲゲの鬼太郎
この作品では「半妖怪」という表現。レギュラーキャラクターではねずみ男と猫娘が半妖怪である。作品によっては主人公・鬼太郎も半妖怪として扱われる。
アニメ第6作1年目の敵・名無しは49話にて、「半妖怪として生まれるはずが、両親が迫害され葬られた（堕胎された）胎児」だったと判明する。
GS美神 極楽大作戦!!
登場人物の1人・ピートは「ヴァンパイア・ハーフ」という設定。半妖という語は使われないが作中ではヴァンパイアは魔物・妖怪といった存在として描かれており、ピートも人間を超越した能力や寿命を持つ存在として描かれている。
はいぱーぽりす
ヒロインの笹原夏姫（猫又ハーフ）などが半妖。そのほか、多数のそれらしき人物が見られる。
妖魔夜行
主要メンバーの1人である水波流が龍と人間のハーフ。また『私は十代の蜘蛛女だった』の主人公の先祖が女郎蜘蛛の妖怪と人間のハーフであり、先祖返りにより主人公にその特性が発現した。他にも妖怪とのハーフが登場する。
犬夜叉
主人公の犬夜叉が妖怪の父親と人間の母親の間に生まれた半妖という設定。また、劇中では犬夜叉以外にも多くの半妖が登場している。
半妖の夜叉姫
主人公のとわ（日暮とわ）とせつなは殺生丸とりんの間に生まれた半妖の双子という設定。
また、2人の従姉妹にあたるもろはは犬夜叉と日暮かごめの娘で「四半妖」と呼ばれるクォーターとなっている。

東方Project
香霖堂店主の森近霖之助や上白沢慧音は半人半妖という設定がある。そのほか、半妖ではないが半人半霊として魂魄妖夢といった少女などが存在する。
最遊記
主人公の1人である沙悟浄が人と妖怪のハーフ。この世界では半妖は紅い目と髪を持って生まれる。
結界師
この作品では「妖混じり」と表現。生まれながらに人間の肉体をベースとして妖怪の力を持つ。
妖界ナビ・ルナ
主人公・竜堂ルナが陰陽師の父親と妖怪の姫君である母親の間で生まれた半人半妖という設定になっている。ルナのほかにも、双子の片割れとして生まれた弟や同じ境遇にある姉妹が登場する。
おとめ妖怪 ざくろ
主人公・ざくろが「妖人（この作品では妖怪のことを妖人と表現）」の母親と人間の父親の間に生まれた半妖。主に女性キャラクターの半妖が多数登場している。
ぬらりひょんの孫
主人公・奴良リクオがぬらりひょんの血を4分の1継いでいる（クォーター）。リクオの父・鯉伴が半妖である。
サガ フロンティア
主人公の1人であるヒューマンの少女アセルスが馬車にひかれて絶命するも妖魔の血を受けることで半妖として生き返り、ヒューマンと妖魔の双方の能力を使うことができるようになった。
境界の彼方
主人公・神原秋人が｢妖夢（この作品では妖怪のことを妖夢と表現）｣と人間の間に生まれた半妖。稀少な存在のため詳しいことは不明となっている。
怪物事変
主人公・日下夏羽が妖怪“屍鬼（クーラー）”の父親と人間の母親の間に生まれた半妖という設定。また、劇中では夏羽以外にも多くの半妖が登場している。
忍者戦隊カクレンジャー
第三部・中年奮闘編で登場する吾郎が妖怪の父親と人間の母親の間に生まれた半妖という設定。